# Servette Football Club Genève 1890 2011-2012
Questa voce raccoglie le informazioni riguardanti il Servette Football Club Genève 1890 nelle competizioni ufficiali della stagione 2011-2012.

## Stagione
Nella stagione 2011-2012 il Servette, allenato da João Alves e Carlos Pereira, concluse il campionato di Super League al 4º posto. In Coppa Svizzera il Servette fu eliminato agli ottavi di finale dal Bienne.

## Rosa
| N. |                           | Ruolo | Calciatore         |
| -- | ------------------------- | ----- | ------------------ |
| 1  | Svizzera (bandiera)       | P     | David Gonzalez     |
| 2  | Svizzera (bandiera)       | C     | Klimka Pomevor     |
| 3  | Svizzera (bandiera)       | D     | Christopher Routis |
| 4  | Francia (bandiera)        | D     | Issaga Diallo      |
| 5  | Svizzera (bandiera)       | C     | Lionel Pizzinat    |
| 6  | Svizzera (bandiera)       | C     | Tibert Pont        |
| 7  | Portogallo (bandiera)     | C     | Thierry Moutinho   |
| 8  | Costa d'Avorio (bandiera) | C     | Xavier Kouassi     |
| 9  | Svizzera (bandiera)       | A     | Goran Karanović    |
| 10 | Tunisia (bandiera)        | C     | Stéphane Nater     |
| 11 | Ghana (bandiera)          | C     | Ishmael Yartey     |
| 12 | Svizzera (bandiera)       | A     | Jeffrey Mazamay    |
| 13 | Svizzera (bandiera)       | C     | Ludovic Paratte    |
| 14 | Svizzera (bandiera)       | C     | Lucien Gross       |
| 15 | Portogallo (bandiera)     | D     | Roderick Miranda   |

| N. |                       | Ruolo | Calciatore         |
| -- | --------------------- | ----- | ------------------ |
| 17 | Svizzera (bandiera)   | D     | Patrik Baumann     |
| 17 | Svizzera (bandiera)   | A     | Julián Estéban     |
| 18 | Portogallo (bandiera) | P     | Barroca            |
| 18 | Svizzera (bandiera)   | P     | Loic Novelle       |
| 19 | Francia (bandiera)    | C     | Hugo Fargues       |
| 20 | Svizzera (bandiera)   | D     | Christian Schlauri |
| 21 | Germania (bandiera)   | D     | Damien Hempler     |
| 22 | Svizzera (bandiera)   | D     | Vincent Rüfli      |
| 23 | Brasile (bandiera)    | C     | Marcos de Azevedo  |
| 24 | Svizzera (bandiera)   | D     | François Moubandje |
| 25 | Svizzera (bandiera)   | D     | Jérôme Schneider   |
| 26 | Portogallo (bandiera) | C     | Daniel Soares      |
| 27 | Brasile (bandiera)    | A     | Eudis              |
| 29 | Portogallo (bandiera) | A     | Carlos Saleiro     |
| 30 | Portogallo (bandiera) | P     | Fabio Monteiro     |

## Organigramma societario
Area tecnica
- Allenatore: João Alves
- Allenatore in seconda: Carlos Alves
- Preparatore dei portieri: Pascal Marguerat
- Preparatori atletici:

## Calciomercato

### Sessione estiva
| Acquisti | Acquisti         | Acquisti         | Acquisti |
| R.       | Nome             | da               | Modalità |
| -------- | ---------------- | ---------------- | -------- |
| D        | Roderick Miranda | Benfica          |          |
| P        | Barroca          | Académica        |          |
| A        | Carlos Saleiro   | Sporting Lisbona |          |
| D        | Issaga Diallo    | Locarno          |          |
| C        | Abdoulaye Fall   | La Vitréenne     |          |
| C        | Ishmael Yartey   | Beira-Mar        |          |

| Cessioni | Cessioni         | Cessioni         | Cessioni |
| R.       | Nome             | a                | Modalità |
| -------- | ---------------- | ---------------- | -------- |
| C        | Carlos Varela    | Wohlen           |          |
| C        | Artrit Ajdini    | Étoile Carouge   |          |
| A        | André Soares     | Benfica          |          |
| A        | Filipe Poceiro   | Étoile Carouge   |          |
| A        | Thierry Moutinho | Badajoz          |          |
| D        | Pedro Mendes     | Real M. Castilla |          |
| C        | Saná             | Real Valladolid  |          |

### Sessione invernale
| Acquisti | Acquisti | Acquisti | Acquisti |
| R.       | Nome     | da       | Modalità |
| -------- | -------- | -------- | -------- |

| Cessioni | Cessioni          | Cessioni       | Cessioni |
| R.       | Nome              | a              | Modalità |
| -------- | ----------------- | -------------- | -------- |
| A        | Mobulu M'Futi     | Étoile Carouge |          |
| D        | Oliver Maric      | Étoile Carouge |          |
| A        | Matias Vitkieviez | Young Boys     |          |

## Risultati

### Super League

#### Prima fase, girone di andata
| Arbitro: | Jaccottet |

|            |           |                             |
| Routis 30’ | Marcatori | 2’ Schneuwly 9’ Lustrinelli |

| Arbitro: | Carrell |

|                       |           |                                |
| Đurić 61’ Mehmedi 68’ | Marcatori | 70’, 72’ Karanović 76’ Baumann |

| Arbitro: | Kever |

|                     |           |               |
| Schneider 2’ (aut.) | Marcatori | 4’ Vitkieviez |

| Arbitro: | Wermelinger |

|                                                    |           |               |
| Yartey 7’ de Azevedo 35’, 43’ Karanović 72’ (rig.) | Marcatori | 17’, 53’ Lang |

| Neuchâtel 14 agosto 2011, ore 16:00 CEST 5ª giornata | Neuchâtel Xamax | 0 – 0 referto | Servette | La Maladière (5 887 spett.)\| Arbitro: \| Carrell \| |
| Arbitro:                                             | Carrell         |               |          |                                                      |

| Arbitro: | Zimmermann |

|                                |           |                                          |
| Eudis 23’ Routis 49’ Nater 66’ | Marcatori | 4’ Vallori 29’, 52’, 73’ (rig.) Emeghara |

| Arbitro: | Jaccottet |

|  |           |                                          |
|  | Marcatori | 8’ Routis 20’, 65’ Vitkieviez 24’ Yartey |

| Arbitro: | Hänni |

|  |           |                                      |
|  | Marcatori | 33’, 60’ Frei 69’ Streller 86’ Xhaka |

| Arbitro: | Studer |

|  |           |                             |
|  | Marcatori | 15’ (rig.) Yakın 27’ Puljić |

#### Prima fase, girone di ritorno
| Losanna 25 settembre 2011, ore 16:00 CEST 10ª giornata | Losanna | 0 – 0 referto | Servette | Stade Olympique de la Pontaise (7 800 spett.)\| Arbitro: \| Hänni \| |
| Arbitro:                                               | Hänni   |               |          |                                                                      |

| Arbitro: | Graf |

|                            |           |  |
| Dragović 42’ Frei 44’, 76’ | Marcatori |  |

| Arbitro: | Klossner |

|  |           |                     |
|  | Marcatori | 28’ Vanczák 78’ Sio |

| Arbitro: | Graf |

|          |           |                                                           |
| Lang 85’ | Marcatori | 10’ Karanović 66’ Vitkieviez 90’ Moubandje 90’ de Azevedo |

| Arbitro: | Jaccottet |

|                          |           |          |
| Yartey 42’ Karanović 79’ | Marcatori | 17’ Uche |

| Arbitro: | Hameter |

|                |           |  |
| Vitkieviez 44’ | Marcatori |  |

| Arbitro: | Amhof |

|                                        |           |  |
| Diallo 34’ (aut.) Hediger 52’ Rama 69’ | Marcatori |  |

| Arbitro: | Jaccottet |

|  |           |               |
|  | Marcatori | 23’ Margairaz |

| Arbitro: | Wermelinger |

|            |           |                          |
| Winter 22’ | Marcatori | 20’ Eudis 77’ de Azevedo |

#### Seconda fase, girone di andata
| Arbitro: | Hänni |

|                                  |           |           |
| Vitkieviez 4’, 28’ Bobadilla 43’ | Marcatori | 86’ Rüfli |

| 12 febbraio 2012, ore CET 20ª giornata | Servette | 0 – 0 referto | Neuchâtel Xamax |  |

| Arbitro: | Bieri |

|                                    |           |               |
| Yartey 56’ Karanović 90’ Eudis 90’ | Marcatori | 52’ de Ridder |

| Arbitro: | Gremaud |

|  |           |               |
|  | Marcatori | 84’ Karanović |

| Arbitro: | Kever |

|               |           |  |
| Schneuwly 61’ | Marcatori |  |

| Arbitro: | Hänni |

|                           |           |          |
| Karanović 60’ Estéban 88’ | Marcatori | 76’ Sarr |

| Arbitro: | Bieri |

|           |           |          |
| Rüfli 73’ | Marcatori | 45’ Buff |

| Arbitro: | Wermelinger |

|                                                    |           |  |
| Abraham 45’ Frei 53’ (rig.), 86’, 90’ Streller 59’ | Marcatori |  |

| Arbitro: | Kever |

|                               |           |          |
| Moussilou 14’, 83’ Luccin 78’ | Marcatori | 29’ Pont |

#### Seconda fase, girone di ritorno
| Arbitro: | Graf |

|  |           |                            |
|  | Marcatori | 3’ Schneuwly 77’ Schneuwly |

| Arbitro: | Wermelinger |

|                              |           |                                   |
| Yartey 87’ (rig.) Soares 90’ | Marcatori | 16’ Wüthrich 90’ (aut.) Karanović |

| Arbitro: | Hänni |

|                                             |           |            |
| Hochstrasser 24’ (rig.) Hyka 30’ Ohayon 90’ | Marcatori | 64’ Yartey |

| Arbitro: | Klossner |

|                                  |           |              |
| de Azevedo 63’ (rig.) Yartey 90’ | Marcatori | 49’ Costanzo |

| Arbitro: | Wermelinger |

|  |           |                                              |
|  | Marcatori | 31’ Moutinho 51’ (rig.) de Azevedo 89’ Nater |

| Ginevra 6 maggio 2012, ore 16:00 CEST 33ª giornata | Servette   | 0 – 0 referto | Losanna | Stade de Genève (10 543 spett.)\| Arbitro: \| Zimmermann \| |
| Arbitro:                                           | Zimmermann |               |         |                                                             |

| Arbitro: | Studer |

|  |           |                |
|  | Marcatori | 66’ de Azevedo |

| Arbitro: | Ouschan |

|                      |           |          |
| Yartey 12’ Eudis 85’ | Marcatori | 62’ Zoua |

| 23 maggio 2012, ore CEST 36ª giornata | Neuchâtel Xamax | 0 – 0 referto | Servette |  |

### Coppa Svizzera
| 18 settembre 2011, ore 14:30 CEST Primo turno | Düdingen | 1 – 4 | Servette |  |

| 15 ottobre 2011, ore 17:30 CEST Secondo turno | Yverdon | 1 – 3 | Servette |  |

| 27 novembre 2011, ore 14:00 CET Ottavi di finale | Bienne | 3 – 0 | Servette |  |

## Statistiche

### Statistiche di squadra
| Competizione   | Punti | In casa | In casa | In casa | In casa | In casa | In casa | In trasferta | In trasferta | In trasferta | In trasferta | In trasferta | In trasferta | Totale | Totale | Totale | Totale | Totale | Totale | DR |
| Competizione   | Punti | G       | V       | N       | P       | Gf      | Gs      | G            | V            | N            | P            | Gf           | Gs           | G      | V      | N      | P      | Gf     | Gs     | DR |
| -------------- | ----- | ------- | ------- | ------- | ------- | ------- | ------- | ------------ | ------------ | ------------ | ------------ | ------------ | ------------ | ------ | ------ | ------ | ------ | ------ | ------ | -- |
| Super League   | 50    | 18      | 7       | 4       | 7       | 23      | 27      | 18           | 7            | 4            | 7            | 22           | 26           | 36     | 14     | 8      | 14     | 45     | 53     | -8 |
| Coppa Svizzera | -     | 0       | 0       | 0       | 0       | 0       | 0       | 3            | 2            | 0            | 1            | 7            | 5            | 3      | 2      | 0      | 1      | 7      | 5      | +2 |
| Totale         | 50    | 18      | 7       | 4       | 7       | 23      | 27      | 21           | 9            | 4            | 8            | 29           | 31           | 39     | 16     | 8      | 15     | 52     | 58     | -6 |

### Andamento in campionato
| Giornata  | 1 | 2 | 3 | 4 | 5 | 6 | 7 | 8 | 9 | 10 | 11 | 12 | 13 | 14 | 15 | 16 | 17 | 18 | 19 | 20 | 21 | 22 | 23 | 24 | 25 | 26 | 27 | 28 | 29 | 30 | 31 | 32 | 33 | 34 | 35 | 36 |
| --------- | - | - | - | - | - | - | - | - | - | -- | -- | -- | -- | -- | -- | -- | -- | -- | -- | -- | -- | -- | -- | -- | -- | -- | -- | -- | -- | -- | -- | -- | -- | -- | -- | -- |
| Luogo     | C | T | T | C | T | C | T | C | C | T  | T  | C  | T  | C  | C  | T  | C  | T  | T  | C  | C  | T  | T  | C  | C  | T  | T  | C  | C  | T  | C  | T  | C  | T  | C  | T  |
| Risultato | P | V | N | V | N | P | V | P | P | N  | P  | P  | V  | V  | V  | P  | P  | V  | P  | N  | V  | V  | P  | V  | N  | P  | P  | P  | N  | P  | V  | V  | N  | V  | V  | N  |
| Posizione | 6 | 5 | 5 | 3 | 4 | 4 | 3 | 5 | 5 | 5  | 6  | 7  | 6  | 5  | 5  | 6  | 6  | 5  | 6  | 7  | 5  | 4  | 5  | 4  | 5  | 5  | 5  | 5  | 5  | 6  | 5  | 4  | 4  | 4  | 4  | 4  |

Legenda:

Luogo: C = Casa; T = Trasferta. Risultato: V = Vittoria; N = Pareggio; P = Sconfitta.

### Statistiche dei giocatori
| Giocatore     | Barrage Super League | Barrage Super League | Barrage Super League | Barrage Super League | Super League | Super League | Super League | Super League | Totale   | Totale | Totale      | Totale     |
| Giocatore     | Presenze             | Reti                 | Ammonizioni          | Espulsioni           | Presenze     | Reti         | Ammonizioni  | Espulsioni   | Presenze | Reti   | Ammonizioni | Espulsioni |
| ------------- | -------------------- | -------------------- | -------------------- | -------------------- | ------------ | ------------ | ------------ | ------------ | -------- | ------ | ----------- | ---------- |
| A. Ajdini     | 0                    | 0                    | 0                    | 0                    | 0            | 0            | 0            | 0            | 0        | 0      | 0           | 0          |
| J. Barroca    | 0                    | 0                    | 0                    | 0                    | 9            | 0            | 0            | 0            | 9        | 0      | 0           | 0          |
| P. Baumann    | 2                    | 2                    | 0                    | 0                    | 8            | 1            | 4            | 0            | 10       | 3      | 4           | 0          |
| M. de Azevedo | 2                    | 1                    | 0                    | 0                    | 29           | 7            | 7            | 0            | 31       | 8      | 7           | 0          |
| I. Diallo     | 0                    | 0                    | 0                    | 0                    | 18           | 0            | 2            | 0            | 18       | 0      | 2           | 0          |
| J. Esteban    | 0                    | 0                    | 0                    | 0                    | 14           | 1            | 0            | 0            | 14       | 1      | 0           | 0          |
| E. Eudis      | 2                    | 0                    | 1                    | 0                    | 23           | 4            | 4            | 0            | 25       | 4      | 5           | 0          |
| H. Fargues    | 0                    | 0                    | 0                    | 0                    | 1            | 0            | 0            | 0            | 1        | 0      | 0           | 0          |
| D. Gonzalez   | 2                    | 0                    | 1                    | 0                    | 25           | 0            | 0            | 0            | 27       | 0      | 1           | 0          |
| L. Gross      | 0                    | 0                    | 0                    | 0                    | 0            | 0            | 0            | 0            | 0        | 0      | 0           | 0          |
| C. Guedes     | 0                    | 0                    | 0                    | 0                    | 0            | 0            | 0            | 0            | 0        | 0      | 0           | 0          |
| D. Hempler    | 0                    | 0                    | 0                    | 0                    | 0            | 0            | 0            | 0            | 0        | 0      | 0           | 0          |
| G. Karanović  | 0                    | 0                    | 0                    | 0                    | 30           | 8            | 2            | 0            | 30       | 8      | 2           | 0          |
| X. Kouassi    | 2                    | 0                    | 0                    | 0                    | 24           | 0            | 9            | 1            | 26       | 0      | 9           | 1          |
| M. M'Futi     | 2                    | 0                    | 0                    | 0                    | 7            | 0            | 4            | 0            | 9        | 0      | 4           | 0          |
| O. Maric      | 0                    | 0                    | 0                    | 0                    | 0            | 0            | 0            | 0            | 0        | 0      | 0           | 0          |
| J. Mazamay    | 0                    | 0                    | 0                    | 0                    | 0            | 0            | 0            | 0            | 0        | 0      | 0           | 0          |
| P. Mendes     | 0                    | 0                    | 0                    | 0                    | 0            | 0            | 0            | 0            | 0        | 0      | 0           | 0          |
| R. Miranda    | 0                    | 0                    | 0                    | 0                    | 24           | 0            | 4            | 0            | 24       | 0      | 4           | 0          |
| F. Monteiro   | 0                    | 0                    | 0                    | 0                    | 0            | 0            | 0            | 0            | 0        | 0      | 0           | 0          |
| F. Moubandje  | 1                    | 0                    | 0                    | 0                    | 26           | 1            | 5            | 2            | 27       | 1      | 5           | 2          |
| M. Moutinho   | 0                    | 0                    | 0                    | 0                    | 13           | 1            | 1            | 0            | 13       | 1      | 1           | 0          |
| S. Nater      | 2                    | 0                    | 0                    | 0                    | 26           | 2            | 1            | 0            | 28       | 2      | 1           | 0          |
| L. Novelle    | 0                    | 0                    | 0                    | 0                    | 0            | 0            | 0            | 0            | 0        | 0      | 0           | 0          |
| L. Paratte    | 0                    | 0                    | 0                    | 0                    | 2            | 0            | 1            | 0            | 2        | 0      | 1           | 0          |
| L. Pizzinat   | 2                    | 0                    | 0                    | 0                    | 30           | 0            | 7            | 1            | 32       | 0      | 7           | 1          |
| F. Poceiro    | 0                    | 0                    | 0                    | 0                    | 0            | 0            | 0            | 0            | 0        | 0      | 0           | 0          |
| K. Pomevor    | 0                    | 0                    | 0                    | 0                    | 0            | 0            | 0            | 0            | 0        | 0      | 0           | 0          |
| T. Pont       | 2                    | 0                    | 0                    | 0                    | 24           | 1            | 2            | 0            | 26       | 1      | 2           | 0          |
| M. Ratta      | 0                    | 0                    | 0                    | 0                    | 0            | 0            | 0            | 0            | 0        | 0      | 0           | 0          |
| C. Routis     | 2                    | 0                    | 0                    | 0                    | 31           | 3            | 5            | 0            | 33       | 3      | 5           | 0          |
| V. Rüfli      | 2                    | 0                    | 0                    | 0                    | 30           | 2            | 12           | 1            | 32       | 2      | 12          | 1          |
| C. Saleiro    | 0                    | 0                    | 0                    | 0                    | 7            | 0            | 3            | 0            | 7        | 0      | 3           | 0          |
| S. Saná       | 0                    | 0                    | 0                    | 0                    | 0            | 0            | 0            | 0            | 0        | 0      | 0           | 0          |
| C. Schlauri   | 0                    | 0                    | 0                    | 0                    | 9            | 0            | 1            | 0            | 9        | 0      | 1           | 0          |
| J. Schneider  | 2                    | 0                    | 2                    | 0                    | 12           | 0            | 1            | 0            | 14       | 0      | 3           | 0          |
| A. Soares     | 1                    | 0                    | 0                    | 0                    | 0            | 0            | 0            | 0            | 1        | 0      | 0           | 0          |
| D. Soares     | 0                    | 0                    | 0                    | 0                    | 4            | 1            | 0            | 0            | 4        | 1      | 0           | 0          |
| C. Varela     | 0                    | 0                    | 0                    | 0                    | 1            | 0            | 0            | 0            | 1        | 0      | 0           | 0          |
| M. Vitkieviez | 2                    | 0                    | 1                    | 0                    | 16           | 5            | 4            | 0            | 18       | 5      | 5           | 0          |
| I. Yartey     | 0                    | 0                    | 0                    | 0                    | 31           | 8            | 7            | 0            | 31       | 8      | 7           | 0          |